# Clavi

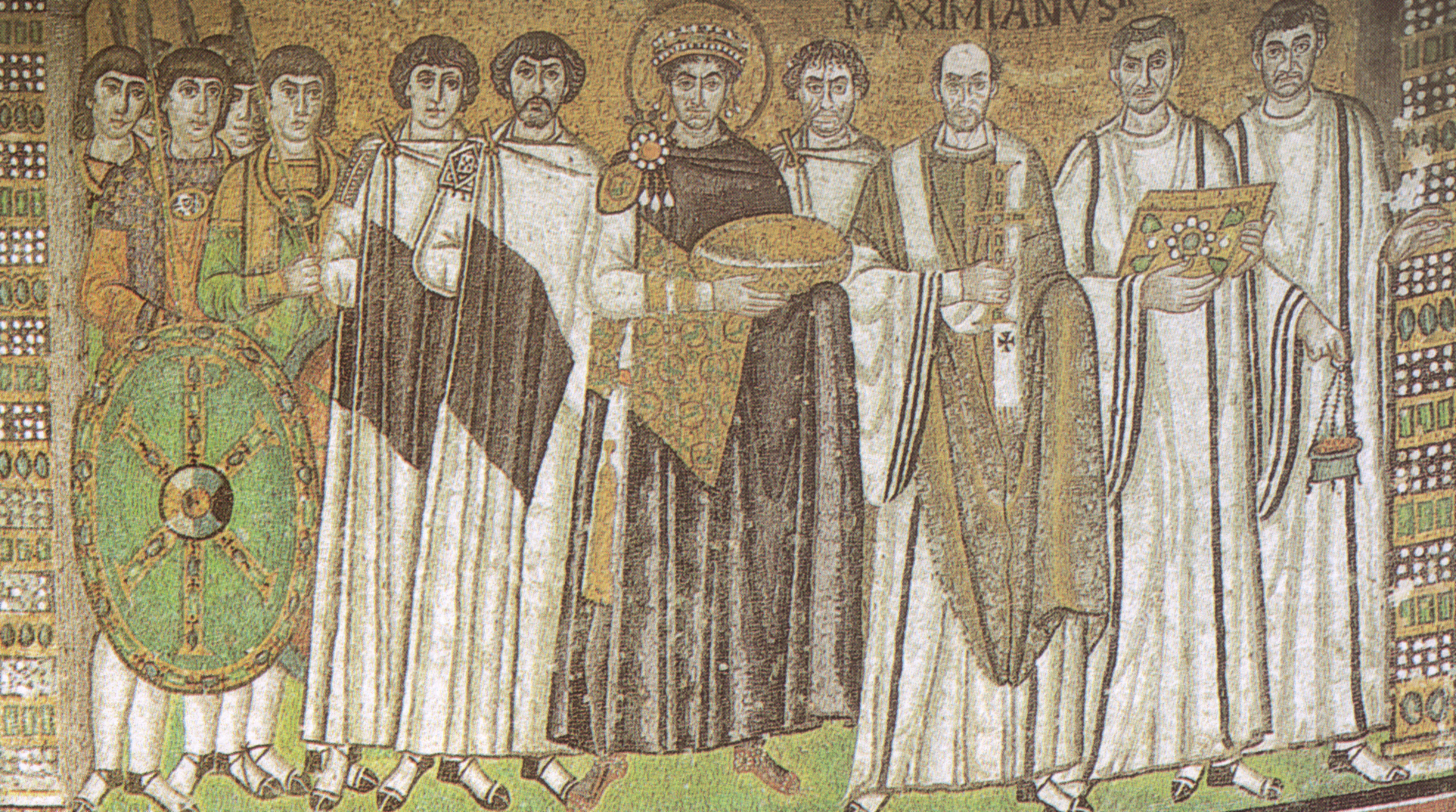
Emperador Justiniano I en el centro. A su derecha el arzobispo Maximiliano y más a la derecha oficiales bizantinos con túnicas blancas rematadas por clavi de color oscuro.

El clavi es una pieza de la vestimenta bizantina. Es una franja decorativa de la dalmática o túnica de los emperadores y dignatarios bizantinos. El clavi descienden verticalmente la parte superior hacia el borde inferior de la túnica.